# Five by Five (EP)
Five by Five är The Rolling Stones andra EP, utgiven i augusti 1964. Samtliga låtar fanns senare med på albumet 12X5.

## Låtlista

### Sida A
1. "If You Need Me" (Robert Bateman/Wilson Pickett) - 2:03
2. "Empty Heart" (Nanker Phelge)* - 2:37
3. "2120 South Michigan Avenue" (Nanker Phelge)* - 2:07

### Sida B
1. "Confessin' the Blues" (Walter Brown/Jay McShann) - 2:48
2. "Around and Around" (Chuck Berry) - 3:05

* Nanker Phelge = Mick Jagger/Keith Richards